# Der Marshal (Fernsehserie)
Der Marshal (Originaltitel: The Marshal) ist eine US-amerikanische Krimi-Fernsehserie aus dem Jahr 1995, von der 25 Folgen zu je 45 Minuten entstanden. Sie wurde von Paramount Television im kanadischen Vancouver gedreht und auf ABC ausgestrahlt. In Deutschland lief die Serie 1996 auf Sat.1.

## Handlung
Im Mittelpunkt steht der U.S. Marshal Winston MacBride, gespielt von Jeff Fahey, der Verbrecher in allen US-Bundesstaaten verfolgt. Zum Teil sind dies Kautionsflüchtlinge, aber auch Gefangene, die er in einen anderen Bundesstaat überstellen soll. Auf diesen wegen trifft er  die unterschiedlichen Menschen und gerät oftmals in gefährliche Situationen.

## Episodenliste

### Staffel 1
| Nr. (gesamt) | Nr. (Staffel) | Episodentitel | Originaltitel             | Erstausstrahlung (Deutschland) | Erstausstrahlung (USA) |
| ------------ | ------------- | ------------- | ------------------------- | ------------------------------ | ---------------------- |
| 1            | 1             |               | The Marshal (Pilotfilm)   | Mai 1996                       | 31. Januar 1995        |
| 2            | 2             |               | Grab the Money and Run    |                                | 4. Februar 1995        |
| 3            | 3             |               | The Great Train Robbery   |                                | 11. Februar 1995       |
| 4            | 4             |               | The Ballad of Lucas Burke |                                | 18. Februar 1995       |
| 5            | 5             |               | Hitwoman                  |                                | 25. Februar 1995       |
| 6            | 6             |               | Protection                |                                | 4. März 1995           |
| 7            | 7             |               | The Bounty Hunter         |                                | 11. März 1995          |
| 8            | 8             |               | Twoslip                   |                                | 25. März 1995          |
| 9            | 9             |               | Little Odessa             |                                | 1. April 1995          |
| 10           | 10            |               | Snow Orchid               |                                | 8. April 1995          |
| 11           | 11            |               | Natural Law               |                                | 15. April 1995         |
| 12           | 12            |               | Unprotected Witness       |                                | 17. April 1995         |
| 13           | 13            |               | Rainbow Comix             |                                | 11. September 1995     |

### Staffel 2
| Nr. (gesamt) | Nr. (Staffel) | Episodentitel | Originaltitel                | Erstausstrahlung (Deutschland) | Erstausstrahlung (USA) |
| ------------ | ------------- | ------------- | ---------------------------- | ------------------------------ | ---------------------- |
| 14           | 1             |               | Buy Hard                     |                                | 18. September 1995     |
| 15           | 2             |               | The New Marshal              |                                | 25. September 1995     |
| 16           | 3             |               | The Heartbreak Kid           |                                | 2. Oktober 1995        |
| 17           | 4             |               | Gone Fishing                 |                                | 9. Oktober 1995        |
| 18           | 5             |               | Land of Opportunity          |                                | 16. Oktober 1995       |
| 19           | 6             |               | Pass the Gemelli             |                                | 23. Oktober 1995       |
| 20           | 7             |               | The Show                     |                                | 6. November 1995       |
| 21           | 8             |               | Love Is Strange              |                                | 13. November 1995      |
| 22           | 9             |               | Kissing Cousins              |                                | 20. November 1995      |
| 23           | 10            |               | 65-'95                       |                                | 4. Dezember 1995       |
| 24           | 11            |               | These Foolish Things         |                                | 11. Dezember 1995      |
| 25           | 12            |               | Time Off for Clever Behavior |                                | 25. Dezember 1995      |